# François Gnonhossou

Bischofswappen von François Gnonhossou

François Gnonhossou SMA (* 3. Dezember 1961 in Dassa-Zoumè) ist ein beninischer Geistlicher und römisch-katholischer Bischof von Dassa-Zoumé.

## Leben
François Gnonhossou erwarb zunächst Abschlüsse in Rechnungswesen und Zivilrecht an der staatlichen Universität in Cotonou. Er trat der Gesellschaft der Afrikamissionen bei und studierte an den Priesterseminaren in Ouidah und Ibadan. Am 6. Dezember 1996 legte er die Ewigen Gelübde ab und empfing am 26. Juli 1997 die Priesterweihe.
Nach Aufgaben in der Seelsorge studierte er 2003 bis 2004 am Institut Catholique de Paris. Nach Jahren in der Regionalleitung des Ordens in Afrika war er von 2009 bis 2013 in Kanada tätig. Im Jahr 2013 wurde er in die Generalleitung des Ordens nach Rom berufen.
Papst Franziskus ernannte ihn am 12. Februar 2015 zum Bischof von Dassa-Zoumé. Die Bischofsweihe spendete ihm der Apostolische Nuntius in Benin, Erzbischof Brian Udaigwe, am 28. März desselben Jahres. Mitkonsekratoren waren der Erzbischof von Cotonou, Antoine Ganyé, und der emeritierte Erzbischof von Niamey, Michel Christian Cartatéguy SMA.